# 깁슨 레스폴 스튜디오

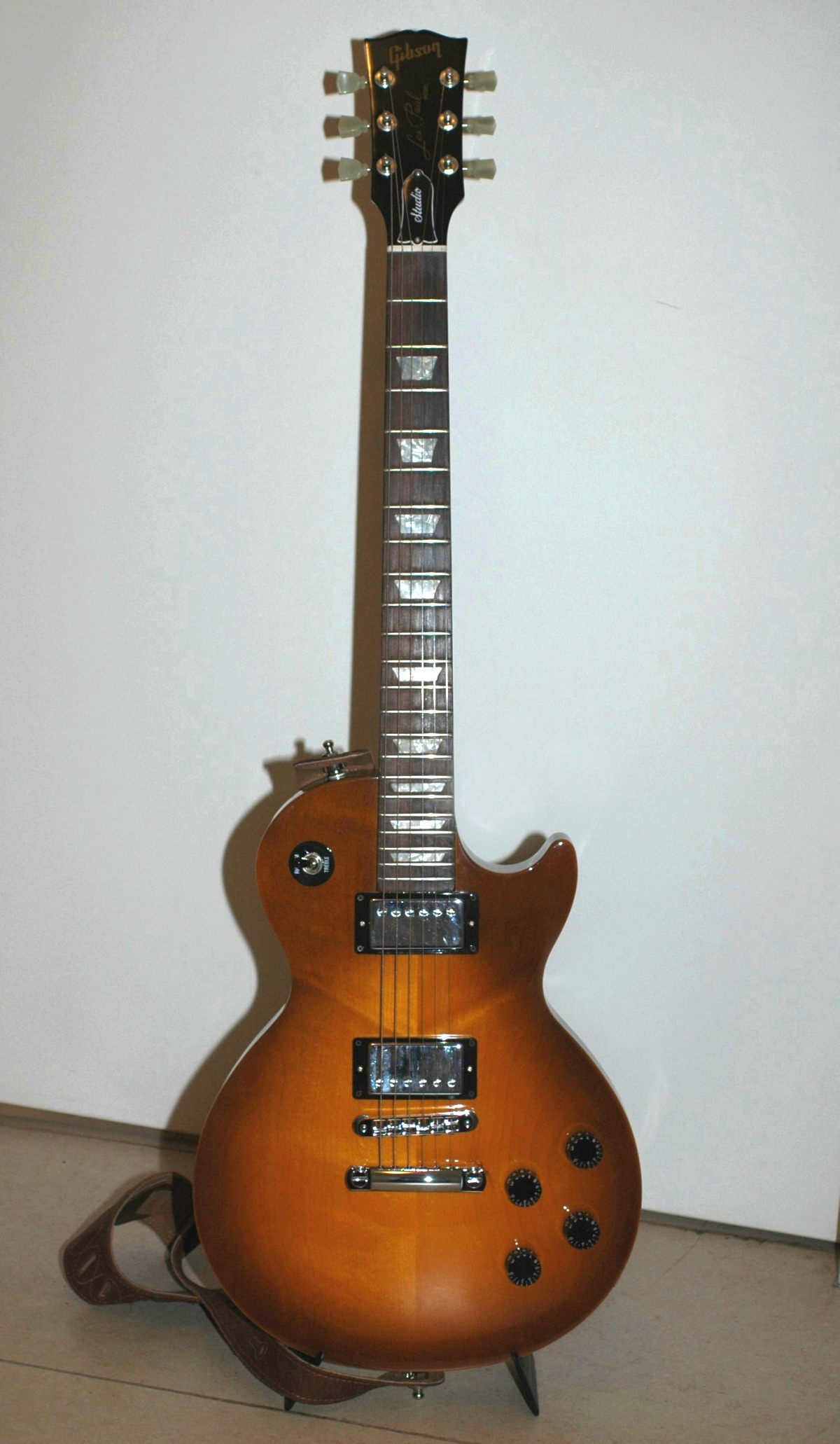

깁슨 레스폴 스튜디오(Gibson Les Paul Studio)는 1983년부터 깁슨 기타 코퍼레이션에서 생산하는 솔리드바디 일렉 기타이다. 레스 폴 모델에서 일부 특징을 생략하여 기타의 톤 품질을 원하는 음악가들에게 어필하고 외관에 덜 집중하며 악기의 가격을 낮추기 위해 제작되었다.

## 역사
1983년 저가형 레스폴 모델의 라인업 공백에 대응하기 위해 깁슨은 스튜디오 모델을 출시했다. 스튜디오는 고급 모델의 외관 특징에 비용을 지불하고 싶지 않지만 전통적인 레스폴 사운드를 원하는 기타 연주자들을 끌어들이기 위해 설계되었다. 저렴한 레스폴을 생산하기 위해 바디 바인딩, 넥 바인딩, 헤드스톡 인레이 등의 특징은 제외되었다. 또한 바디는 표준 레스폴보다 1⁄8 to 1⁄4 인치 (3 to 6 mm) 얇았다. 1983년부터 1985년까지는 오리나무로 제작되었으나, 오리나무 바디가 래커 문제에 취약한 것으로 판명된 후 깁슨은 다시 메이플 탑/마호가니 바디 조합으로 돌아갔다. "스튜디오"라는 이름은 이 모델이 녹음 스튜디오에서 레스폴 스탠더드나 커스텀과 음향적으로 구별되지 않으며, 더 화려한 기타는 무대용으로 남겨둘 것이라는 아이디어에서 유래했다.

## 모델 및 변형

### 스튜디오 스탠더드
스튜디오 스탠더드는 1983년부터 1987년까지 생산되었으며 "점" 인레이를 포함하여 스튜디오 커스텀과 매우 유사했지만, 바디와 넥 주변에 단일 플라이 바인딩이 있고 크롬 하드웨어와 흰색 픽업 링 및 픽가드가 있었다. 체리 선버스트, 토바코 버스트, 페라리 레드와 같은 다양한 색상으로도 제공되었다. 한 조각 마호가니 백, 세 조각 메이플 또는 오리나무 탑, 메이플 넥, 흑단 또는 로즈우드 프렛보드가 보완되었다. 이 시기는 팀 쇼 픽업 시대였다.

### 스튜디오 커스텀
스튜디오 커스텀은 1983년부터 1985년까지 생산되었다. 스튜디오 디자인이 확정되기 전에 도입되었으며, 대부분 스탠더드의 특징에 다른 모델의 다양한 특징을 혼합하여 가졌다. 마호가니 넥과 마호가니 바디에 메이플 탑이 있었고, 넥 주변에는 단일 플라이 바인딩, 바디 상단에만 세 조각 바인딩이 있었으며, 검은색 픽업 링과 픽가드에 금색 하드웨어가 있었다. 1984년 모델은 두 조각 탑이었고, 1985년 모델은 세 조각 탑이었다. 프렛보드는 일부 모델은 로즈우드로, 다른 모델은 흑단으로 만들어졌으며, 일반적인 사다리꼴 대신 자개 점이 인레이로 사용되었다. 넥 프로파일은 스탠더드처럼 슬림 테이퍼드였고, 프렛은 "프렛리스 원더" 커스텀처럼 낮았다. 이들 중 일부는 팀 쇼 픽업을 장착했다.

### 빈티지 마호가니/페이디드
빈티지 마호가니 모델은 조각된 마호가니 바디, 탑 및 넥, 로즈우드 프렛보드 및 알니코 V 버스트버커 프로 험버커 픽업을 갖추고 있으며, 레스폴 스탠더드 모델에 사용된 것과 동일한 험버커이다. 이 모델은 워시드 브라운 및 워시드 체리 마감으로 제공되며 "새틴" 니트로셀룰로스 마감을 특징으로 한다.
2009년, 빈티지 마호가니는 레스폴 스튜디오 페이디드로 이름이 변경되었다. 이 모델들(워시드 블루 및 워시드 흑단을 색상 선택지로 추가하고 "새틴" 파이어버스트 및 옐로우도 추가)은 다른 레스폴 모델의 조각된 메이플 탑을 특징으로 했다. 2013년 모델에는 스튜디오 페이디드가 "LPJ" 모델로 대체되었다.

### 스튜디오 라이트
1990년대 중반 깁슨은 스튜디오 라이트와 스튜디오 라이트 M-III를 생산했다. 라이트 모델은 기타의 무게를 줄이기 위해 바디에 발사 나무("크로마이트"라고 광고됨) 부분을 사용하여 생산되었는데, 이는 몇 시간 연주 후 표준 레스폴의 무거움에 대한 일부 연주자들의 불만에 대응한 것이었다. 스튜디오 라이트 M-III는 새로운 픽업 구성으로 생산되었다: 두 개의 험버커와 가운데 하나의 싱글 코일. 픽업 셀렉터 스위치는 "위" 위치에서 다섯 개의 싱글 코일 옵션을, "아래" 위치에서 네 개의 험버커 조합을 제공했으며, "꺼짐" 위치도 있었다. M-III라는 이름은 이 일렉트로닉스가 원래 개발된 슈퍼스트랫 스타일 기타인 깁슨 M-III 모델을 의미한다.

### 젬 시리즈
젬 시리즈 (1996–1998)는 P-90 픽업과 "보석" 색상의 특별한 마감으로 제공되었다: 자수정, 사파이어, 황옥, 에메랄드, 그리고 루비.
깁슨은 젬 시리즈에서 남은 페인트를 사용하여 소수의 레스폴 스튜디오 기타를 생산했다. 이들은 점 인레이, 금색 또는 니켈 하드웨어, 그리고 금색 또는 니켈 그로버 튜너로 생산되었다. 이들은 희귀하며 인기가 높다. 그러나 이들은 특별한 P-90 픽업을 포함하지 않았으므로 오리지널 젬으로 간주되지 않는다.

### 스마트우드 시리즈

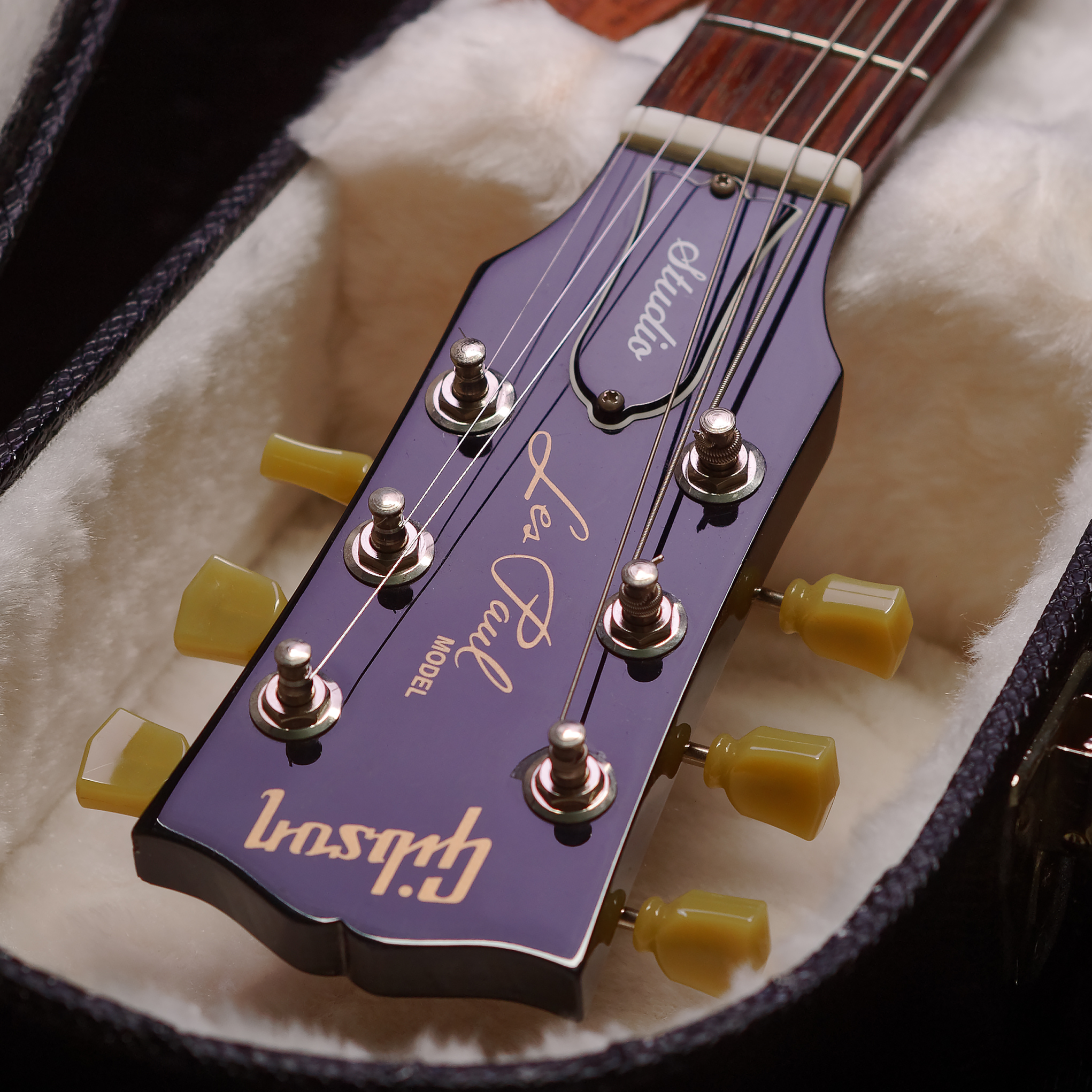
2001 깁슨 레스폴 헤드 디테일

스마트우드 시리즈는 연대순으로 이그조틱, 스튜디오, 스왐프 애쉬의 세 가지 모델로 구성된다. 스마트우드 시리즈는 열대우림 연합의 스마트우드 프로그램을 통해 환경적으로 "책임 있는" 것으로 인증받았다. 깁슨은 매년 열대우림 연합으로부터 독립적인 감사를 받아 깁슨의 스마트우드 라인 악기 제작에 FSC 인증 목재만 사용되는지 확인한다.

#### 스마트우드 이그조틱
스마트우드 이그조틱 라인 (1996–2002)은 6개의 모델로 구성되었다. 스마트우드 라인은 다른 목재로 만들어진 상판을 특징으로 했다: Curupay는 깊은 초콜릿-호두 같은 풍부함을 가졌고, Peroba는 오래된 소나무 천장 들보의 오렌지빛 색조를 연상시켰고, Banara는 황금색 바나나 같은 광택을 가졌고, Ambay Guasu는 메이플의 균일한 밝음을 자랑했고, Taperyva Guasu는 햇볕에 바랜 로즈우드를 연상시켰고, Chancharana는 깊고 따뜻한 갈색 적갈색이었다. 프렛보드는 모두 FSC 규칙에 따라 인증된 숲에서 수확된 "Curupay"로 만들어졌다. 이 모델 제작에 사용된 마호가니는 유사하게 인증된 숲에서 나온 것이다. 스마트우드 이그조틱은 스튜디오보다 얇고 배가 들어간 바디(레스폴 커스텀 라이트와 다소 유사)를 가졌으며, 트러스 로드 커버에 "smart wood"라고 쓰여 있었다.

#### 스튜디오 스마트우드
스튜디오 스마트우드 (LPEXMUGH1)는 열대우림 연합의 인증을 받은 목재로 제작되었다. 후면과 넥은 일반적인 마호가니로 만들어졌지만, 조각된 상판은 Muiricatiara로 만들어졌으며, 프레시오사 로즈우드 프렛보드가 있다. 2002년 12월부터 2008년까지 생산되었으며, 표준 바디, 픽가드 없음, 금색 하드웨어, 점 타입 프렛 마커, 자개 깁슨 헤드스톡 로고, 그리고 트러스 로드 커버 안에 독특한 금속 녹색 잎을 특징으로 했다.

#### 스튜디오 스왐프 애쉬
스튜디오 스왐프 애쉬 (LPSANSCH1)는 2003년에서 2011년 사이에 제조되었다. 내슈빌, 테네시에서 제작되었으며, 바디는 다중 조각 스왐프 애쉬 백 위에 조각된 스왐프 애쉬 탑으로 만들어졌다. 넥은 마호가니로 만들어졌으며 바디에 "세트"되었다. 생산 연도에 따라 프렛보드는 흑단, 그라나딜로 또는 로즈우드가 될 수 있다. 표준 바디, 픽가드 없음, 크롬 도금 하드웨어, 점 타입 프렛 마커, 실크스크린 깁슨 헤드스톡 로고, 그리고 일반적인 스튜디오 트러스 로드 커버가 있다.

### 고딕
2000년부터 2002년까지 깁슨은 "고딕" 모델이라고 불리는 여섯 가지 기타 시리즈를 출시했다. 이 시리즈의 레스폴 스튜디오 외 기타로는 SG, 플라잉 V, 익스플로러 및 니키 식스 블랙버드 베이스가 있었다.

### 부두
이어서 "부두" 시리즈가 나왔는데, 여기에는 SG와 레스폴 스튜디오가 포함되었다. 이 시리즈는 낮은 판매량으로 인해 2005년에 단종되었다.

### 프로 플러스
스튜디오 프로 플러스는 AA 모양 메이플 탑과 금색 하드웨어를 갖춘 업그레이드된 스튜디오였다. 전통적인 마호가니 바디와 세트 슬림테이퍼™ 넥 프로파일, 아크릴 사다리꼴 인레이가 있는 로즈우드 프렛보드, 490R 넥 픽업과 버스트버커 프로 브리지 픽업, 톤프로스® 튠오매틱 브리지와 스탑바 테일피스, 빈티지 스타일 녹색 키가 있는 그로버™ 튜너. 데저트 버스트 (DB), 트랜스 블랙 (BL, 2004–05), 또는 트랜스 레드 (TR, 2003년 단종) 마감으로 제공되었다. 2001년부터 2005년까지 제작되었다.

### 프리미엄 플러스
스튜디오 프리미엄 플러스는 고광택 AAA 플레임 메이플 탑과 금색 하드웨어를 갖춘 업그레이드된 스튜디오였다. 전통적인 마호가니 바디와 세트 '59 레스폴 라운드 마호가니 넥, 자개 사다리꼴 인레이 및 490R 및 498T 알니코 자석 험버커. 2006년부터 2008년까지 제작되었다. 2006년 모델은 8.5 파운드로 더 무거웠고 베이지색 픽가드와 금색 "Studio" 글자가 있는 트러스 로드 커버가 있었다. 챔버형 2007-2008 모델은 7.5 파운드였으며 검은색 픽가드와 흰색 글자가 있는 커버가 함께 제공되었다. 내추럴 (2006–08), 루트 비어 (2006–07), 트랜스 앰버 (2006–07), 트랜스 블랙 (2006–07), 또는 트랜스 레드 (2006–07) 마감으로 제공되었다.

### 로봇 리미티드
로봇 레스폴 스튜디오 리미티드는 파워튠 자동 튜닝 시스템을 갖춘 업그레이드된 스튜디오였다. 2007년 말에 크롬 트러스 로드 커버에 "Robot Guitar"가 새겨진 (2007년 말만) 리미티드 에디션 블루 실버버스트 마감이 처음 출시되었다. 생산 버전 (v2, 2008–2011)은 챔버형 마호가니 바디, 메이플 탑, 세트 마호가니 넥, 표준 마감은 22 프렛 로즈우드 바인딩(메탈릭 마감은 흰색 바인딩) 흑단 프렛보드와 모양 아크릴 사다리꼴 인레이, 자개 깁슨 로고와 플라워팟 인레이가 있는 흰색 바인딩 헤드스톡(메탈릭 마감) 또는 스크린 로고가 있는 바인딩 없는 헤드스톡(표준 마감), 측면 당 세 개의 로봇 파워헤드 록킹 튜너, 튠오매틱 파워튠 브리지, 파워튠 스탑 테일피스, 두 개의 크롬 커버 험버커 픽업 (490R, 498T), 네 개의 노브 (세 개는 일반, 하나는 기타의 로봇 기능을 제어하는 마스터 컨트롤 노브), 세 방향 픽업 스위치, 기타 측면의 뉴트릭 잭, 크롬 하드웨어. 표준 마감으로 제공되었다: 에보니, 데저트버스트, 파이어버스트, 맨해튼 미드나잇, 와인 레드, 그리고 메탈릭 마감: 그린 메탈릭, 퍼플 메탈릭, 레드 메탈릭. 버전 2는 2008년부터 2011년까지 제작되었다.

### 참고 문헌
- Bacon, Tony (2002). 《깁슨 레스폴 50년: 위대한 일렉 기타 반세기》. 할 레너드. 85쪽. ISBN 9780879307110.
- Hunter, Dave (2014). 《깁슨 레스폴 록을 바꾼 기타의 그림 이야기》. 백비트. ISBN 9781627881395.